# ヨアヒム・ザウアー
ヨアヒム・ザウアー（ドイツ語: Joachim Sauer, 1949年4月19日 - ）は、ドイツの量子化学者。フンボルト大学ベルリンの教授。元ドイツ連邦共和国首相アンゲラ・メルケルの夫である。

## 研究者としての業績
フンボルト大学ベルリンにおいて、1967年から1972年にかけて化学の研究に携わり、1972年に化学の博士号を授与された。その後、1977年に東ドイツの先進的科学研究所のひとつであったベルリンの科学アカデミー付属物理化学中央研究所に入所するまで、フンボルト大学ベルリンで研究を続けた。
ドイツ再統一（1990年）の最中と直後の短期間、ザウアーは、BIOSYM Technologies（アメリカ合衆国サンディエゴ）において技術部長代理を務めた。2002年までBIOSYMに顧問として関わっている。
1992年、ベルリンの物理化学グループの長としてマックス・プランク研究所に入所した。1993年以降、フンボルト大学ベルリンにおいて物理と理論化学の教授を務めており、物理化学と計算化学の分野において、現役の研究者である。2010年リービッヒ・メダル、2019年シュレーディンガー・メダル受賞。

## 私生活
同僚の化学者であった前妻との間に、ダニエルとアードリアンという2人の息子をもうけている。1998年12月30日、かつて在籍していた物理化学中央研究所の博士研究員であるアンゲラ・メルケルと結婚した。後に妻は、ドイツキリスト教民主同盟の党首となり、2005年11月22日には、初の女性首相となる。

## 首相の夫としての注目

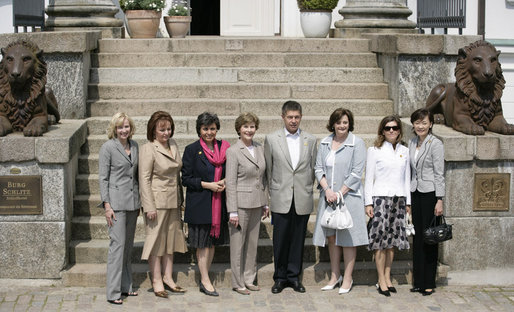
ハイリゲンダムサミットにおける他の七国のファーストレディ達との写真

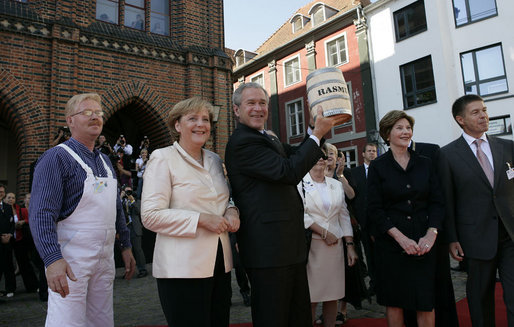
右端の人物がザウアー。ザウアーの左隣にローラ・ブッシュ。左から2番目の白い上着の女性がアンゲラ・メルケル。メルケルの右隣、画面中央の男性がジョージ・W・ブッシュ。

ザウアーは、妻の政治的キャリアゆえに、研究者としてよりも、「首相の夫」としてマスコミの興味を引くことが増えてしまった。ザウアーは、目立つことは本意ではないと、何度か述べている。
2005年の選挙キャンペーンの期間中、ザウアーはメディアへの露出を控え、彼の研究業績と関係ないインタビューは、受け付けなかった。妻とともにバイロイト音楽祭（ワーグナーのオペラの音楽祭、ドイツの極めて有名な社交行事）に出席した後、ザウアーはドイツのマスコミによって「オペラ座の怪人 (Das Phantom der Oper)」というあだ名をつけられた。ザウアーはワーグナーの音楽の熱烈な愛好者として知られている。
妻がドイツ連邦議会の選挙に出ている時はともかく、彼女の就任式、さらに後になって首相官邸で宣誓の言葉を述べる時でさえも、ザウアーは出席せず、手短に伝えられるところによれば、大学の化学研究室からテレビで観ているだけだったという。このことについては、翌日のドイツ最大のタブロイド紙「ビルト」の紙面が「Merkel - wo war ihr Mann?（メルケル - 彼女の夫はどこに？）」という見出しで報道し、世間の注目を引いた。
2007年6月のハイリンゲダム・サミットのときは、ザウアーはイベントを主催するなどして、妻の首相としての仕事に協力している。